# Menschenkind (Roman)
Menschenkind (Beloved) ist der 5. veröffentlichte Roman der amerikanischen Schriftstellerin Toni Morrison, veröffentlicht im September 1987 von Alfred A. Knopf, Inc. und 1988 mit dem Pulitzer-Preis ausgezeichnet. Hauptthema des Romans sind die physischen und psychischen Folgen der Sklaverei und deren mögliche Heilung. Die deutsche Übersetzung von Helga Pfetsch erschien 1989.

## Erzählperspektive
Der Roman ist nicht chronologisch aufgebaut und wird in erster Linie von einem unbekannten und allwissenden Erzähler erzählt. Dessen Rolle wird in einzelnen Kapiteln, wie zum Beispiel Kapitel 20, von Monologen einzelner Figuren übernommen.
Oftmals werden Erinnerungen oder Rückblenden eingefügt, um geschehene Ereignisse wiederzugeben. Ab dem Moment, in dem Paul D. und Sethe zusammentreffen, entwickelt sich die Handlung auf zwei temporären Ebenen: die Erinnerung an die Plantage in Kentucky, wo Sethe als Sklavin arbeiten musste, und das jetzige Leben in ihrem Haus als körperlich freie Person.

## Zusammenfassung
Der Roman beginnt 1873 in Cincinnati, wo die ehemalige Sklavin Sethe mit ihrer 18-jährigen Tochter Denver in der 124 Bluestone Road lebt. Ihre beiden Söhne liefen von zu Hause weg, kurz bevor Sethes Schwiegermutter, Baby Suggs, die mit ihnen lebte, starb. Sethe nimmt an, dass ihre Söhne auf Grund einer jahrelangen Heimsuchung eines Geistes in ihrem Haus davonliefen.
Mit dem Eintreffen von Paul D, der in der Vergangenheit zusammen mit Sethe und ihrem Partner auf der Sweet Home Plantage von Mrs. Garner in Kentucky arbeitete, kommen bei Sethe schmerzvolle Erinnerungen von vor fast 20 Jahren wieder hoch, die sie seither zu verdrängen versuchte.
Im Alter von 13 Jahren wird Sethe an die Garners verkauft, die eine vergleichsweise milde Form der Sklaverei praktizieren. Dort lernt sie Sixo, Paul D, Paul A, Paul F und Halle kennen. Sie wählt sich Halle zum Mann, der an seinen Wochenenden arbeitet, um die Freiheit für seine Familie und seine Mutter erkaufen zu können. Mit ihm hat sie zwei Söhne, Howard und Bugler, und eine Tochter. Nach dem Tod von Mr. Garner leitet „Schoolteacher“, Mrs. Garners Schwager, die Plantage, der die Bedingungen noch unerträglicher macht. Sixo stirbt auf der Flucht. Paul D muss zur Bestrafung eine Eisenstange im Mund tragen, Sethe wird sexuell belästigt und ausgepeitscht, obwohl sie mit ihrem vierten Kind schwanger ist, woraufhin Halle verrückt wird. Ihre Kinder hatte sie bereits auf die Flucht zu ihrer freien Schwiegermutter Baby Suggs geschickt, und da Halle zum vereinbarten Treffpunkt nicht erscheint, flieht Sethe hochschwanger und allein.
Auf der Flucht bricht sie im Wald zusammen, wird aber von einem Mädchen namens Amy Denver gefunden, die ihr dann auch hilft, ihre zweite Tochter (Denver) zur Welt zu bringen. Stamp Paid hilft ihr auf dem weiteren Weg ihrer Flucht und bringt sie zu Baby Suggs und ihren Kindern. Sethe verbringt 28 Tage in Cincinnati mit ihren Kindern, bevor Schoolteacher, der Sklavenhalter, sie dort aufspürt und wieder in Gefangenschaft nehmen will. Sethe weiß sich keinen anderen Rat als zu versuchen, ihre Kinder im Schuppen umzubringen, um sie vor der erneuten Versklavung zu schützen. Letztendlich tötet sie dabei ihre ältere Tochter mit einer Handsäge und wird gemeinsam mit der Neugeborenen Denver verhaftet. Eine Gruppe weißer Sklaverei-Gegner setzt sich aber für ihre Freilassung ein, so dass Sethe und Denver in das Haus Nr. 124 zurückkehren. Baby Suggs ist von all diesen Umständen in eine Depression verfallen, und die Gesellschaft meidet das Haus, sodass sie in Isolation leben. Bald darauf gibt es erste Anzeichen, dass ein Geist das Haus heimsucht.
Sethe baut sich mit Hilfe von Mr. Boldwin, eines weißen Abolitionisten, der die Abschaffung der Sklaverei fordert, ein stabiles Leben auf. Ihre Schwiegermutter Baby Suggs zieht sich komplett aus der afro-amerikanischen Kultur zurück, und ihre Söhne verlassen das Haus, da sie von der Anwesenheit des Geistes genervt sind. Nach dem Tod von Baby Suggs bleibt Sethe alleine mit ihrer Tochter Denver zurück.
Eines Tages kommt Paul D. bei Sethe an, den sie seit der gemeinsamen Arbeit auf der Sweet Home Plantage von Mr. Garner nicht mehr gesehen hat. Paul D. und Sethe finden wieder zusammen und der Geist im Haus verschwindet. Kurz darauf wird ihre Beziehung von einer jungen Frau unterbrochen, die sich Beloved nennt und eines Tages auf der Treppe sitzt, als Sethe, Paul D. und Denver heimkommen. Fortan wohnt sie in der Bluestone Road 124 und fängt an, Paul D. zu verführen, auch wenn dieser sie eigentlich nicht mag, da er von ihr herumkommandiert wird. Schließlich verlässt er das Haus, und Denver und Sethe gehen ganz in der Pflege und dem Wohlergehen von Beloved auf, da sie diese als Reinkarnation der getöteten Tochter/Schwester wahrnehmen.
Beloved wird immer stärker und terrorisiert Sethe und Denver, während Sethe sich selbst aufgibt und sich komplett in das Haus zurückzieht. Denver hingegen schafft es, den Kontakt zur Community wiederherzustellen, mit deren Hilfe alle überleben. Am Ende des Romans erlebt Sethe ein Déjà-vu, bei dem sie annimmt, dass die Kutsche des Sklaventreibers noch einmal kommt, um ihre Kinder zu holen. Doch diesmal wendet sie nicht Gewalt gegen ihre Töchter an, sondern wagt es, den eigentlichen Feind anzugreifen, der, wie sich herausstellt, jedoch kein Sklaventreiber, sondern nur Mr. Bodwin ist. Die anwesenden Frauen der Community verhindern ein erneutes Blutvergießen und arbeiten so auch ihre unterlassene Hilfeleistung beim tatsächlichen Besuch von Schoolteacher in der Vergangenheit auf. In dieser Situation verschwindet auch Beloved. Paul D. kehrt als Freund zu Sethe zurück und hilft ihr, den Wert des Lebens zu erkennen und ihr Selbstwertgefühl wiederzufinden.

## Charaktere
Die Identität von Beloved wird nie explizit erläutert. Am wahrscheinlichsten ist sie Sethes Tochter, die nur zwei Jahre alt ist, als Sethe sie tötet, um sie vor der Versklavung zu schützen. Gleichzeitig gibt das Buch Hinweise, dass Beloved eine von Gefangenschaft traumatisierte junge Frau ist, deren Mutter während der Middle Passage (der Reise von Afrika nach Amerika auf dem Sklavenschiff) Selbstmord begangen hat. Allgemeiner betrachtet kann man sagen, dass Beloved die schreckliche Vergangenheit in der Sklaverei repräsentiert, die Sethe in der Gegenwart wieder einholt.
Denver, Sethes jüngstes Kind, ist traumatisiert von der Vergangenheit der Familie und wuchs isoliert in Angst auf. Sie sieht in Beloved die verlorene Schwester und Freundin, für die sie alles geben würde, bis sie versteht, dass Beloveds ungezügelte Bedürfnisse alle in den Ruin treiben werden. Denver lernt ihre Angst zu besiegen und Hilfe in der afro-amerikanischen Gemeinschaft zu suchen.
Sethe ist die Protagonistin, die sich auf Grund ihrer mütterlichen Instinkte sehr um ihre Kinder kümmert. Auch der Versuch ihre Kinder zu töten kann als eine Art Mutterinstinkt bezeichnet werden, da sie ihre Kinder beschützen möchte und nicht will, dass sie die gleichen Qualen wie sie selbst in der Sklaverei auf der Plantage durchmachen müssen. Gleichzeitig ist ihr Handeln durch ihre Sozialisation auf der Plantage geprägt, und sie scheint ihre Kinder als Eigentum zu verstehen. Nach ihrer Flucht ist Sethe physisch frei von den brutalen Qualen, innerlich bleibt sie noch lange den Erfahrungen der Sklaverei verhaftet.
Buglar und Howard sind die Söhne von Sethe und Halle, welche Angst vor dem Geist von Beloved haben, und kurz nach dem Tod von Baby Suggs von zu Hause weggehen und nicht mehr zurückkommen.
Paul D., Paul A., Paul F. sind Sklaven, die mit Sethe zusammen auf der Sweet Home Plantage arbeiteten.
Auf Grund der menschenverachtenden Behandlung während der Sklaverei entschließt sich Paul D., seine Gefühle in einer „tabacco tin“ zu verschließen. Als er bei Sethe in Cincinnati ankommt, baut er mit dieser eine Beziehung auf und lässt wieder Gefühle zu, trotzdem leidet er noch an den Folgen der Sklaverei. Paul A. und Paul F. sind Brüder von Paul D. Paul A. stirbt während des Fluchtversuches von Sweet Home.
Baby Suggs (Jenny Whitlow) ist Sethes Schwiegermutter. Sie ist, nachdem ihr Sohn Halle sie freikaufte, eine spirituelle Bereicherung für die afro-amerikanische Community in Cincinnati. Sie hält Reden an einem Ort namens Clearing, wo sie ihre Zuhörer dazu auffordert, ihre Stimmen, Körper und Geist zu lieben. Nachdem Sethe versucht hat, ihre Kinder zu töten, zieht sich Baby Suggs komplett aus der Gesellschaft zurück und stirbt daraufhin.
Joshua (Stamp Paid) wird von der afro-amerikanischen Gesellschaft, genau wie Baby Suggs, als eine Rettung angesehen. Er ist ein ehemaliger Sklave, der Sethe und Denver bei ihrer Flucht über den Ohio River verhilft und später noch Denvers Leben rettet.
Schoolteacher ist ein sadistischer Sklaventreiber, der die Sweet Home Ranch nach dem Tod von Mr. Garner übernimmt. Er empfand Mr. Garners Form der Sklaverei als zu milde und macht die Bedingungen auf der Ranch noch unerträglicher, als sie auf Grund der Sklaverei ohnehin schon sind. Er entmenschlicht Sklaven und bestraft sie mit körperlicher Züchtigung und Exekutionen. Einige Beispiele sind die Hinrichtung von Sixo D, die Entmenschlichung von Paul D., als er einen Eisenstab im Mund tragen muss und das Auspeitschen von Sethe, obwohl sie schwanger ist. Das Vermessen von Körperteilen von Sklaven sieht er als eine Art Wissenschaft an, um ihre animalischen Charakteristiken herauszuarbeiten.
Halle Suggs ist Baby Suggs ältester Sohn und Sethes Mann. Neben seiner Arbeit als Sklave auf Sweet Home arbeitet er noch nebenbei, um die Freiheit seiner Mutter erkaufen zu können. Sein eigener Fluchtversuch wird von Schoolteacher verhindert und er wird auf Grund der Sklaverei und der Gewalt gegen seine Frau verrückt.
Mr. und Mrs. Garner sind Besitzer der Baumwollplantage Sweet Home. Mr. Garner versucht, seine versklavten Arbeiter teilweise als Mitarbeiter zu behandeln.
Amy Denver ist ein junges, weißes Mädchen, das Sethe auf der Flucht hilft, ihr viertes Kind, Denver, zu gebären.
Lady Jones ist eine hellhäutige Afro-Amerikanerin, die ihre blonden Haare nicht ausstehen kann und eine Nachbarin von Baby Suggs. Sie ist ihrer afro-amerikanischen Gesellschaft gegenüber engagiert und unterrichtet gesellschaftlich zurückgebliebene Kinder bei ihr zu Hause. Sie glaubt nicht an das Übernatürliche, unterstützt Sethe aber trotzdem.
Ella ist eine Nachbarin von Baby Suggs in Cincinnati. Als Denver und Sethe auf ihrer Flucht dort ankommen, begleitet sie die beiden vom Fluss zu Baby Suggs Haus. Sie arbeitete mit Stamp Paid in der „Underground Railroad“. Auch sie versucht auf Grund traumatischer Ereignisse aus der Vergangenheit, diese hinter sich zu lassen.
Mr. und Mrs. Bodwin sind Zwillinge und befürworten die Abschaffung der Sklaverei. Sie helfen bei der Befreiung von Sethe. Sie glauben, dass das Menschenleben heilig ist.
Vashti ist Stamp Paids Mutter, die als Sklavin gezwungen wurde, die Geliebte des Sklavenhalters zu sein.
Sixo ist ein Sklave auf der Plantage Sweet Home. Er wird bei seinem Fluchtversuch mit Paul A. und Paul F. gefasst und bei lebendigem Leibe verbrannt.

## Slave narratives und neo-slave narratives
Slave narratives sind in der Erzählung durch folgende Merkmale gekennzeichnet und haben Ähnlichkeit mit Biographien nach James Olny:
- fangen wie Autobiographien an mit: „Ich wurde in … geboren“.
- haben eine lückenhafte Beteiligung von Eltern, die oft einen weißen Vater mit einschließt.
- Beschreibung eines grausamen Herrn und einer grausamen Herrin oder Aufseher bzw. Aufseherin, eine detaillierte Beschreibung der ersten Auspeitschung und weitere unterschwellige Auspeitschungen, bei denen Frauen oft die Opfer sind.
- Beschreibung eines hart arbeitenden Sklaven als „pure African“ (Arbeitstiere), welcher Auspeitschen ablehnt.
- Die Bemerkung der Barriere der Bildung von Sklaven und die damit verbundenen Schwierigkeiten des Schreibens und Lesens.
- Beschreibung eines christlichen Sklavenbesitzers, der als schlimmer beschrieben wird als die Sklavenhalter, die keine Konfession haben.
- Beschreibung der Beiträge und Arten des Essens und der Kleidung, die die Sklaven erhalten, der Arbeit, die von ihnen verlangt wird, des Musters eines Tages, einer Woche, eines Jahres.
- Berichte von Sklavenauktionen, zerstörten Familien, verstörten Müttern, die sich an ihre Kinder klammern, die von ihnen weggezogen werden, von Sklavenzügen in den Süden von Amerika.
- Beschreibung von Patrouillen, gescheiterten Fluchtversuchen und Verfolgungen mit Männern und Hunden.
- Beschreibung von erfolgreichen Fluchtversuchen, wartend während des Tages und in der Nacht dem Nordstern folgend.
- Annahme eines neuen Nachnamens, um sozialen Normen zu entsprechen, aber Beibehalten des ersten Namens aufgrund der individuellen Identität.
- Reflexion der Sklaverei.

Im Hinblick auf die gesellschaftlichen Umstände im 19. Jhd. der USA mussten slave narratives anders wiedergegeben werden, als es heutzutage möglich ist.
Damals konnte man die Sklavenhändler, Sklavenhalter etc. nicht als schlechte Menschen darstellen, da die slave narratives für ein weißes Publikum geschrieben wurden. Folglich kritisieren slave narratives eher das System hinter dem Sklavenhandel; die Dehumanisierung war eine Folge des Systems.
Während ein slave narrative also eher beschreibend und sachlich dargestellt ist, unterscheidet es sich von einer neo-slave narrative insofern, als dass dort die traumatischen Erlebnisse und ihre Folgen sowie das Verhalten der Sklavenhalter in ihrer gesamten Bandbreite und Brutalität dargestellt werden konnte.
Slave narratives sind auf Grund der autobiographischen Schreibweise in der Ich-Perspektive geschrieben und somit auf die Sichtweise dieser Person beschränkt, während neo slave narratives die Freiheit haben, auch in der 3. Person geschrieben werden zu können und somit nicht auf eine Sichtweise beschränkt sein müssen, somit auch deutlich objektiver sind. Ein Beispiel einer slave narrative ist das Buch „Incidents in the Life of a Slave Girl“ von Harriet Jacobs, in der sie die Rolle der Frau im 19. Jhd. adaptieren muss, um ihr Buch veröffentlichen zu können. Auch Themen wie Sexualität konnten zu dieser Zeit nicht frei angesprochen werden.

## This is not a story to pass on
Am Ende des Romans findet man die Phrasen: „It was not a story to pass on“ und „This is not a story to pass on“, die sich auf Vergangenheit und Gegenwart der afro-amerikanischen Kultur beziehen.
Toni Morrison holt die Vergangenheit wieder hoch dabei zu helfen, diese zurückzulassen/zu verarbeiten und zu helfen weiter zu gehen, aber die Vergangenheit dabei nicht zu unterdrücken. Die Protagonisten sind zwar physisch frei aber nicht mental. Im Roman fordert Baby Suggs sich langsam an die Freiheit zu gewöhnen und sich selbst zu erkennen und zu lieben:
„Here,“ she said, „in this here place, we flesh; flesh that weeps, laughs; flesh that dances on bare feet in grass. Love it. Love it hard. Yonder they do not love your flesh. They despise it. They don’t love your eyes; they’d just as soon pick em out. No more do they love the skin on your back. Yonder they flay it. And O my people they do not love your hands. Those they only use, tie, bind, chop off and leave empty. Love your hands! Love them. Raise them up and kiss them. Touch others with them, pat them together, stroke them on your face ’cause they don’t love that either. You got to love it, you! And no, they ain’t in love with your mouth. Yonder, out there, they will see it broken and break it again.“

## Abiku
Die Sagen des Abiku sind vor allem vom Yoruba Volk aus Westafrika bekannt. Die Annahme ist Folgende:
Ein Abiku ist ein Kind, welches mehrere Male stirbt und wiedergeboren wird, somit ist dessen Lebenserwartung relativ gering. Dies wiederholt sich so oft, bis diese Kinder zum Leben außerhalb der Geisterwelt in der Lage sind. Die Wiedergeburt kann mit derselben Mutter, aber auch mit einer anderen Mutter stattfinden. Ein Abiku lässt die Eltern somit deprimiert zurück.
Die Yoruba betrachten einen Abiku als Form eines Geistes. Diese Geister zeigen sich kurz vor Sonnenuntergang und in dunklen Nächten. Wenn eine schwangere Frau diesen Geistern begegnet, folgt dieser ihr nach Hause und nimmt den Platz des ungeborenen Kindes ein. Des Weiteren wissen die Eltern nie, wann das Leben des Kindes abläuft. Physisch sind viele Abikus sehr attraktiv. Eltern geben dem Kind oft Namen, der es bewegen soll, unter den Menschen zu bleiben (Beloved). Die Wunden aus ihrem vorherigen Leben nehmen Abikus oft mit in ihr neues Leben, beispielsweise in Form von Narben. etc.
Diese Annahmen lassen darauf schließen, dass Ansätze dieses Abikus auch in der Handlung zu finden sind. Auch wenn Sethes Mord an ihrem jüngsten Baby kein typischer Tod im Sinne von Abikus Kindern ist, gibt es einige Parallelen. Beloved scheint attraktiv zu sein und verführt Sethes Liebhaber Paul D., während sie Sethe mental immer weiter auszehrt. Ihre Haut wird als weich beschreiben, ihre Sprachfähigkeiten als beschränkt und emotional instabil. Das erste Mal als Sethe Beloved sieht, sitzt sie durchnässt auf der Treppe, als ob sie neu geboren worden wäre. Auch Ihre Abhängigkeit von Sethe wie bei einem Neugeborenen weist darauf hin, dass Beloved nicht so alt ist, wie es scheint. Ihr plötzliches Verschwinden am Ende zeigt auch, dass niemand weiß, wann das Ende erreicht ist; auch ihr Name, der ja eindeutig ist, sollte Beloved vermutlich dazu bewegen zu bleiben, was noch nicht gelungen ist und wieder einen Rückschluss auf den emotionalen Zustand zulässt (siehe „this is not a story to pass on“). Natürlich kann nicht einwandfrei bewiesen werden, dass es sich um einen Abiku handelt, es gibt aber einige Indizien, die darauf hinweisen.

## Der transatlantische Sklavenhandel – Middle Passage
In der Widmung Ihres Buches Beloved nimmt Tony Morrison mit der Phrase „Sixty Million and more“ Bezug auf die Sklaverei und den damit verbundenen transatlantischen Sklavenhandel, auch bekannt unter „Middle Passage“. In dem Ausmaß ist der Sklavenhandel in der Geschichte der Welt einmalig. Er zog sich vom 15. Jhd. bis zum 19. Jhd., bevor die Sklaverei 1865 auch in den Vereinigten Staaten von Amerika verboten wurde.
Der transatlantische Sklavenhandel erfolgte in drei Stufen. Schiffe verließen mit Gütern wie Waffen, Schießpulver und Alkohol, aber auch Textilien, Perlen und anderen Waren Europa um diese in Afrika gegen Menschen einzutauschen. Es waren freie Menschen, Frauen, Kinder, Männer, die einfach verschleppt und versklavt wurden. Diese Afrikaner wurden dann in Nord- und Südamerika gegen Güter wie Zucker, Baumwolle, Tabak und Kaffee getauscht, bevor die Boote wieder zurück nach Europa segelten. Die ganze Reise dauerte rund 18 Monate.
„Sixty Million and more“ nimmt Vergleich mit einem der größten Verbrechen der Menschheit, der Ermordung von ungefähr 6 Millionen Juden des Holocausts. Die von Toni Morrison genannten 60 Millionen verschleppten Afrikaner ist historisch betrachtet nicht genau. Über den transatlantischen Sklavenhandel wurden über Jahrhunderte 12 bis 15 Millionen Afrikaner und Afrikanerinnen verschleppt. In diese Statistik nicht mit eingeflossen sind die Morde, Tötungen etc. von den Sklaven auf dem Weg, auf den Plantagen etc. Offensichtlich war es aber auch nicht die Absicht der Autorin, eine historisch korrekte Zahl zu nennen, vielmehr erweckt es den Eindruck zu überdenken, dass man darüber nachdenken soll, was man selbst als das größte Verbrechen in der Menschheit betrachtet.
Nicht nur der Holocaust war ein schreckliches Verbrechen an Millionen von Juden, sondern auch der transatlantische Sklavenhandel, der Millionen Opfer forderte, der sich über vier Jahrhunderte der Menschheit zog, allerdings aktuell viel weniger Beachtung findet. Während z. B. Nationalsozialismus im Zweiten Weltkrieg und die damit einhergehende Ermordung von Millionen von Juden im Kernlehrplan für Gymnasien und Gesamtschulen in Nordrhein-Westfalen ein eigenes Inhaltsfeld füllt, gibt es in diesen Inhaltsfeldern keinen Anteil des transatlantischen Sklavenhandels, obwohl dieser für Europäer vom 15. bis 19. Jhd. auch eine signifikante wirtschaftliche Rolle gespielt hat.

## Verfilmung
1998 verfilmte Jonathan Demme den Roman unter dem gleichen Titel Menschenkind mit Oprah Winfrey in der Hauptrolle.